# Ammuna
Ammuna was een Hettitische koning van rond 1550 tot 1530 v.Chr. Hij was de zoon van Hantili I. Zijn opvolger, Huzziya I was mogelijk zijn zoon.